# Лорен Джарегі
Лорен Мішель Джарегі Моргадо (*27 червня 1996 ) — американська співачка та авторка пісень. Здобула популярність як учасниця жіночого гурту П'ята гармонія, одного з найбільш продаваних жіночих гуртів усіх часів. Джарегі почала експериментувати з різними звуками та вивчати сольні пісні, співпрацюючи над піснями з Маріан Гілл, Стів Аокі та Голзі. Вона підписала контракт із Колумбія Рекордз, щоб випустити свій дебютний сольний сингл "Очікування" у жовтні 2018 року.
У 2019 році Джарегі випустила пісню «Більше ніж це». У 2020 році вона внесла внесок у «Невидимі ланцюги» до саундтреку до фільму «Хижі птахи» (2020), випустила спродюсовану Тейні латиноамериканську міську пісню «Повільно» та пісню «50ft». Джарегі незалежно випустила свою дебютну сольну розширену п'єсу (EP) Прелюдія (2021) і її продовження Між тим (2023).

## Раннє життя
Джарегі народилася 27 червня 1996 року в Маямі, штат Флорида, в родині кубинців Майкла Джарегі та Клари Моргадо. Її батько — директор заводу, а мати — вчителька, яка переїхала до США з приходом до влади Фіделя Кастро. Джарегі має переважно кубинське та трохи іспанське походження. Старша із трьох братів і сестер, Джарегі відвідувала спільну католицьку школу з дошкільного до шостого класів. Потім вона відвідувала Керролтонську школу Святого Серця, підготовчу школу католицького коледжу для дівчат у Маямі, за академічну стипендію. Вона проходила програму міжнародного бакалавра школи, брала участь у шоу талантів в команді з софтболу. Протягом шкільних років Джарегі виражала себе через мистецтво, водночас їй подобалося «постійно творити», співати, писати, танцювати, хореографувати, грати на фортепіано та малювати.

## Кар'єра

### 2012—2018:X Фактор і П'ята гармонія

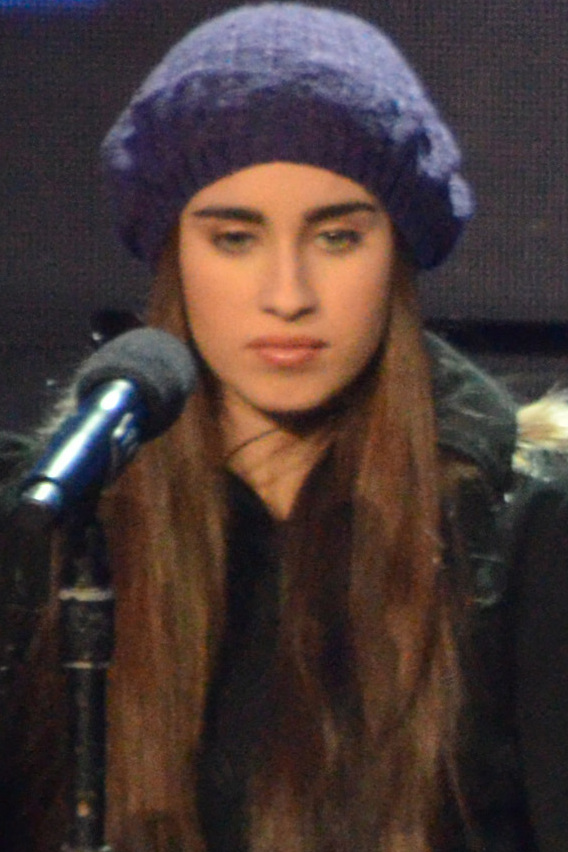
Джарегі на X Фактор у 2012 році, як учасник П'ята гармонія.

У 2012 році, у віці 15 років, Джаурегі пройшла прослуховування для другого сезону X Фактор США. Після чотирьох раундів попередніх прослуховувань її знову покликали у віці 16 років на телевізійне прослуховування перед суддями. Джарегі виконала «Якщо я не зрозумів тебе» Аліші Кіз для свого прослуховування. Суддя Антоніо Рід назвав голос Джарегі «сиплим, круглим, зрілим», а її прослуховування — «ідеальним». Вона пройшла до наступного раунду після того, як отримала схвалення від усіх чотирьох суддів. Під час другого раунду в тренувальному таборі вона протистояла кантрі -групі Сестра С з піснею " Це моя зброя ". Після виключення як сольного виконавця в конкурсі, Джарегі була повернута і додана до групи разом з Еллі Брук, Нормані, Дайною Джейн і Камілою Кабельо, яка пізніше стала групою П'ята гармонія. Група дійшла до фіналу та посіла третє місце в конкурсі.
У січні 2013 року П'ята гармонія підписали контракт із лейблом Syco Музика Саймона Коуелла та Епічні рекорди Л. А. Рейд. Джарегі кинула школу, щоб працювати з П'ята гармонія, а пізніше отримала диплом про середню освіту через домашнє навчання. У жовтні 2013 року група випустила свій дебютний міні-альбом Краще разом. Їхній дебютний альбом Рефлексія вийшов у січні 2015 року. Джарегi не брала участі в рекламі випуску Рефлексія, оскільки її бабуся померла в день випуску альбому, і її товариші по групі порадили їй поїхати до Флориди. Третій сингл альбому «Варто того» посів 12 позицію в Гаряча 100, зайнявши найвищу позицію в чарті. Гурт також зробив пісню «Я закоханий у чудовисько» для саундтреку анімаційного фільму «Готель Трансільванія 2» (2015). У грудні 2015 року гурт П'ята гармонія були відзначені як «Група року» на церемонії Жінки в музиці.

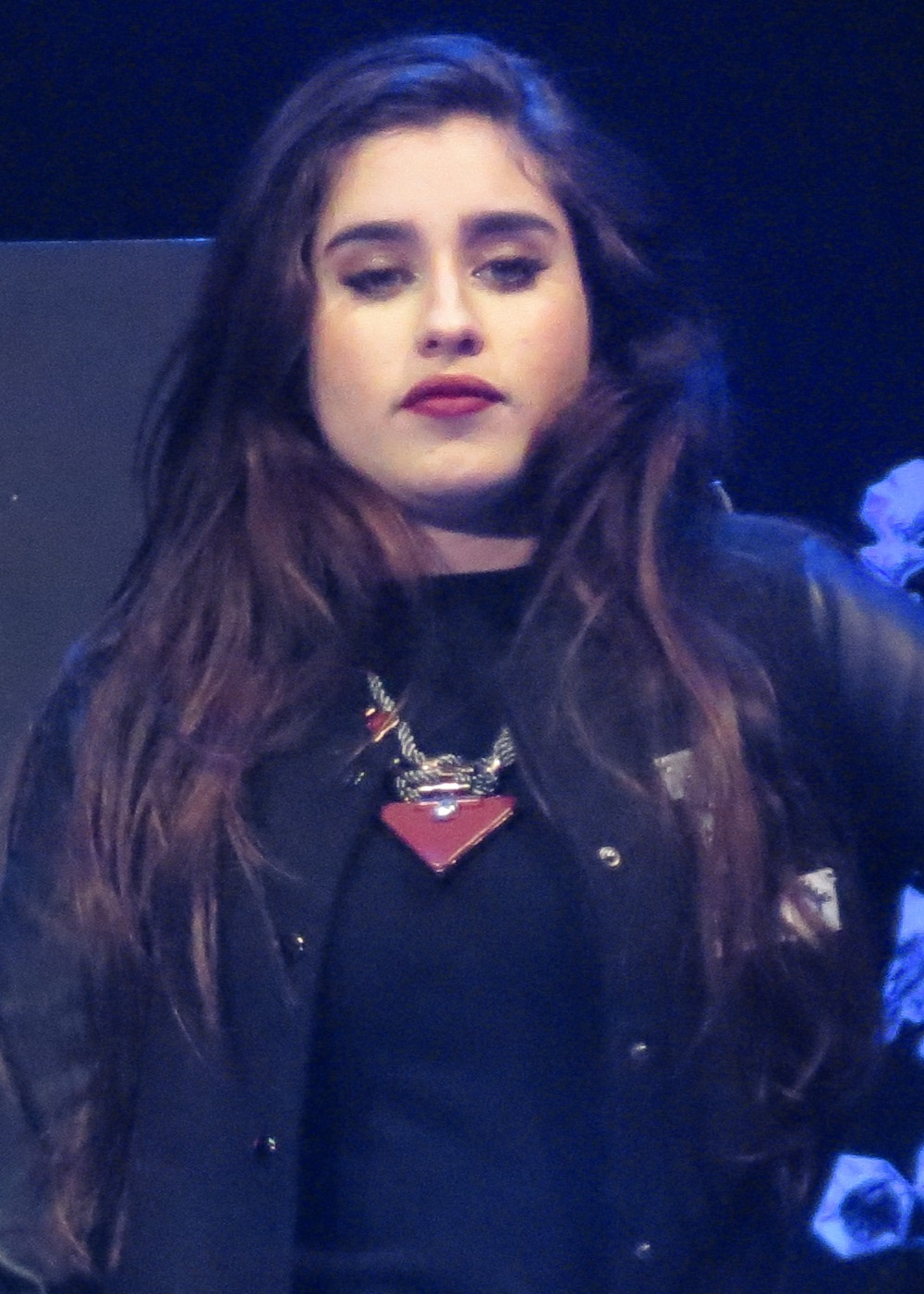
У 2013 році

Другий альбом групи П'ята гармонія 7/27 вийшов у травні 2016 року. «Робота з дому», головний сингл альбому, посів четверте місце в Гарячій 100 і потрапив до першої десятки в кількох міжнародних чартах. «Робота з дому» стала першою піснею жіночої групи, яка потрапила до топ-10 в Гарячій 100 за останні вісім років. Третій альбом групи, П'ята гармонія, їх перший альбом у четвірці після відходу Кабелло в грудні 2016 року, був випущений у серпні 2017 року. Альбом ознаменував собою перший випадок, коли група змогла бути співавтором і мати агентство над творчим напрямком альбому. У березні 2018 року група оголосила про своє рішення взяти перерву на невизначений термін, щоб розвиватися як індивідуальні артисти та реалізовувати сольні амбіції.

### 2016—2021: Сольні проєкти та співпраця
Після випуску другого альбому групи, Джарегі продовжила роботу в групі П'ята гармонія і почала досліджувати сольні пісні, тоді як інші учасниці також працювали над сольними проектами поза групою. У грудні 2016 року вона співпрацювала з Маріан Глл над їхньою піснею «Назад до мене», першим релізом Джарегі за межами П'ятої гармонії. Джарегі сказала, що можливість «сформувати справжній зв'язок» із дуетом і написати слова для пісні було «честю», хоча це дало «фрагмент мого настрою вперше у співпраці з ними». Саманта Гонгол з Маріан Гілл сказали, що дует і Джарегі хотіли працювати разом відтоді, як вони познайомилися на одному з шоу Маріан Гілл понад рік тому, і вони завершили пісню з нею за короткий період, який вона мала поза своїм щільним графіком в П'ятій гармонії. Джеремі Ллойд з Маріан Гілл сказали, що Джарегі сказала їм, що вона написала свій вірш приблизно за п'ять хвилин до того, як збиралася його записати, і вона «розробила схему рими і зробила це, ймовірно, швидше та спритніше, ніж ми могли б». Ллойд також похвалив гармонії, написані Джарегі, сказавши, що у неї «дивовижний гармонічний слух». Наприкінці 2016 року Джарегі була визнана найсексуальнішою жінкою в списку Топ 100 після Елен.
У травні 2017 року громадськість визнала Джарегі «Знаменитістю року» на Британські ЛГБТ нагороди на знак визнання сприяння рівності для ЛГБТК. Джарегі знялася в кліпі до пісні Хелсі «Незнайомці», яку Часопис відзначив як «давно назрілу бісексуальну віху в мейнстрімній музиці». Хелсі спеціально вибрала Джарегі, яка є відкритим бісексуалом, для композиції, сказавши: «Мені просто подобається, що Лорен і я — лише дві жінки, які мають мейнстрім поп-музики і виконують пісню про кохання для ЛГБТК- спільноти». Джарегі знялася в кліпі до пісні Ty Dolla Sign «У вашому телефоні» з його альбому Пляжний будинок 3 (2017). Трек альбому посів 23 місце в чарті продажів цифрових пісень R&B/Hip-Hop США. Джарегі також записала пісню «Всю ніч» зі Стівом Аокі, яка була випущена у листопаді 2017 року, в його альбомі Неонове майбутнє III (2018). Пісня «Всю Ніч» була першим релізом Джарегі як основного автора пісень і вокаліста. Вона також продюсувала вокал у треку. Аокі сказав про співпрацю з Джарегі: «У неї стільки ідей… Вона дуже прискіплива. Увага до деталей, яка притаманна Лорен, — це те, чого я не бачу у багатьох людей… У неї такі вуха, чутливість і бачення». Джарегі сказала, що її спільні проекти поза групою — це «шанс дослідити себе та дізнатися, хто я як окремий артист», а також дослідити роботу з різними артистами, «побачивши, що ми створюємо разом». У січні 2018 року було повідомлено, що вона підписала контракт із Колумбія Записи для своєї майбутньої сольної роботи.
У травні 2018 року Джарегі заявила, що почала працювати над сольною музикою та візуальними ефектами. Раніше в березні 2018 року вона заявила, що творчо досліджує та входить у «контакт» із собою та не хоче давати собі «меж», додавши, що на неї впливають різні жанри, зокрема електроніка, поп, рок-н-рол, альтернативний рок та латиноамериканська музика. У червні 2018 року Джарегі виступила на розіграші латиноамериканського етапу світового туру Хелсі «Королівство безнадійного фонтану». У турі з Хелсі Джарегі виконала три написані нею пісні: «Іграшка», «Всередині» і «Очікування». У вересні 2018 року Джарегі сказала, що вона складала вокальні інструменти та грала на фортепіано.У неї немає встановленої дати випуску її альбому, оскільки вона «справді намагається, щоб він був максимально органічним», і він буде випущений, коли вона відчує, що він буде готовий. Джаегі сказала, що вона зиписує всі свої пісні.
Джарегі випустила свій дебютний сольний сингл "Очікування " із супровідним музичним відео 24 жовтня 2018 року на Американській студії звукозапису Колумбія Записи. Про свій творчий процес Джарегі сказала: Я намагаюся бути максимально органічною. Я пишу, коли мені хочеться — я не намагаюся нав'язати пісню… Навколо мене багато натхнення, тому я черпаю все, що можу — переважно життєвий досвід чи те, що я хочу відчути… Мистецтво для мене є засобом самообслуговування — заглиблюючись і виражаючи себе, як би це коли моє серце відчувало саме в цей момент… Я також дуже відповідально залучена до кожного аспекту втілення кожної пісні в життя — ідей відео, розробки концепцій, весь процес редагування.
У листопаді 2018 року Джарегі виконала дві нові пісні, «Більше ніж це» і «Свобода», на Американському кабельному телеканалі MTV Plus 1 The Vote Election Party. Джарегі випустила «Більше ніж це» 11 січня 2019 року. У квітні 2019 року повідомлялося, що Джарегі підписала контракт з Записи imprint разом із Колумбія. У липні 2019 року Джарегі виступила на джазовому фестивалі в Монтре на запрошення Квінсі Джонса на вечері закриття фестивалю на честь своєї музики. У серпні Джарегі заявила, що її дебютний альбом буде випущений у 2020 році. У вересні вона виступила на заході Жінки of Jammcard JammJam лише по запрошенням, у партнерстві з некомерційною організацією Вона — музика. На початку грудня 2019 року Джарегі виступила разом із Дрю Лав у дебютній сольній пісні Ясні очі (Джеремі Ллойд з Маріан Гілл) «Дайте мені знати».
Джарегі стала співавтором і виконала пісню «Невидимі ланцюги» для альбому Хижі птахи, який став саундтреком до фільму Хижі птахи, випущеного в лютому 2020 року. У лютому 2020 року вона співпрацювала з пуерториканським продюсером Тайні над його латиноамериканською міською піснею «Нічого» за участю іспанського виконавця C. Тангана. 20 березня 2020 року Джарегі випустила пісню «Повільно», яку спродюсував Тайні, і кліп на неї. 17 квітня 2020 року Джарегі випустила пісню «50ft». Джарегі мала виступити на музичному фестивалі Щось у воді у Вірджинія-Біч у квітні 2020 року та на першому Діва Фесті у Лос-Анджелесі в червні, однак обидва фестивалі були перенесені на 2021 рік через пандемію COVID-19. У березні 2020 року Джарегі взяла участь у концерті Американського музичного журналу Часопису Живи вдома, щоб зібрати кошти для боротьби з коронавірусом. Вона приєдналася до серії компаній Глобальний громадянин і Всесвітньої організації охорони здоров'я «Разом вдома», для яких виступала, щоб підвищити обізнаність про пандемію та заробляла кошти для боротьби з пандемією коронавірусу. Джарегі знялася в «Погана частина» з EP2 Джонні Рейна, випущеного 11 вересня 2020 року. Колумбійська група ChocQuibTown співпрацювала з Джарегі над двома піснями з їхнього майбутнього альбому.
У квітні 2021 року Джарегі співпрацювала з кампанією
Озвучити це від Рада оголошень, яка заохочує студентів та їхніх опікунів до відвертих розмов про психічне здоров'я. Для EP ініціативи вона написала пісню «Тимчасово» на честь розмови з молодим студентом. У липні Джарегі додала пісню «Поки я жива» до повністю жіночого альбому Сильна Жіноча Енергетика Том1 від очолюваної жінками розважальної компанії Жінки Вперед, яка зосереджена на святкуванні та розширенні прав і можливостей жінок в забезпеченні більшої інклюзивності в музичній індустрії. Джарегі виконала пісню «Не готовий для тебе» для дебютного альбому Дайан Воррен Печерні сесії, том. 1, випущеного у серпні 2021 року. Наступного місяця Джарегі оголосила у своїх соціальних мережах, що вона є амбасадором бренду нижньої білизни Ріанни Савідж Ікс Фенті.

### 2021—2024:Прелюдіятапоміж
Щодо її першого сольного альбому, його планували випустити у 2020 році, але через пандемію COVID-19 реліз відклали до 2021 року. 15 вересня 2021 року Джарегі оголосила про свій дебютний сольний проект Прелюдія та виступ у прямому ефірі через Момент Хаус, запланований на 14 і 15 жовтня. У жовтні вона випустила треки «Кольори» і «Розсіяний» за участю Віка Менси. 3 листопада Джарегі випустила трек «На варті» за участю співака 6lack. Прелюдія була випущена 5 листопада 2021 року на її незалежному лейблі Записи налаштування. Вона також представила подкаст під назвою Налаштування у партнерстві з інтернет платформою Patreon у березні 2022 року.
У квітні 2022 року було оголошено, що Джарегі підтримуватиме американську співачку Бенкс на північноамериканського етапі під час її туру Серпентина у липні та серпні 2022 року. 1 червня Джарегі оголосила, що її тур Вечір з Лорен Джарегі, також пошириться на Південну Америку, проходячи через Бразилію, Чилі та Аргентину в жовтні. У вересні пісня «Piña» дебютувала на цифрових платформах як партнерство між Джагері та репером Snow Tha Product. У п'ятницю (30 вересня) з матеріально-технічних міркувань Лорен повідомила через свої соціальні мережі, що покази в Південній Америці були перенесені на березень 2023 року, на останок вона додала до списку ще країни: Мексики, Колумбії, Перу та Домініканської Республіки. 28 жовтня Джарегі випустила пісню «Завжди Любов», найбільш емоційну та грубу баладу, яку співачка випускала за всі роки своєї кар'єри. 31 березня 2023 року відбувся реліз синглу «Проблеми довіри». Обидві пісні є частиною нового міні-альбому співачки під назвою Поміж, який містив сім треків і був випущений 26 травня 2023 року.
22 грудня 2023 року Джарегі випустила пісню «День, коли світ вибухнув» на платформі EVEN. Співачка повідомила, що частина прибутку, отриманого від продажу пісні, буде передана MECA (Близькосхідний дитячий альянс) на підтримку палестинських дітей і FAH (Їжа проти голоду), який надає фінансову допомогу суданським сім'ям в Єгипті.
Джарегі випустила сингл «Палаю», описаний як «ода моєму дивацтву та непримиренній природі, з якою я сприймаю це незалежно від свого католицького виховання», 7 лютого 2024 року через EVEN. Він був випущений для цифрового завантаження та трансляції в інших місцях через місяць, 6 березня 2024 року. 29 лютого 2024 року було оголошено, що Джарегі виступить на розіграші шоу співачки Джессі Джей у Сан-Паулу, Бразилія.

## Музичні впливи
Джарегі виросла, слухаючи R&B 90-х, альтернативний рок, авторів пісень, вокалістів, поп, латинську музику та соул. Джарегі сказала, що на її музику значною мірою вплинули соул, R&B, рок, альтернатива, поп і латиноамериканська музика. Вона «здебільшого надихається авторами пісень» і «правдою та достовірністю». Серед виконавців, які вплинули на неї, є Лана Дель Рей, Джон Маєр, Лорін Гілл, Парамор, Алісія Кіз, Жанель Моне, Шакіра, Крістіна Агілера, Емі Вайнгауз і Френк Оушен.

## Активізм і особисте життя
Джарегі використовує свою платформу для підвищення обізнаності з низки питань, включаючи права людини, освіту, кримінальне правосуддя, голосування на виборах, імміграцію, насильство з використанням зброї та реформи, переслідування та інші соціальні проблеми. Вона політично відверта, бере участь у протестах, співпрацює з кількома організаціями та відвідує заходи, які працюють з подібними речами. Після президентських виборів у США у 2016 році вона написала кілька відкритих листів, критикуючи Дональда Трампа та його політику, включаючи «заборону мусульман», назвавши її «неповагою до людства». У листопаді 2016 року Американський музичний журнал Часопис опублікував відкритий лист, який вона написала до виборців Трампа, у якому вона згадувала наслідки кампанії та виборів Трампа та заявила: «Я бісексуальна кубинська американка, і я дуже цим пишаюся». Джарегі сказала, що вона ототожнює себе з сексуальною плинністю. Вона також говорила про проблеми ЛГБТК. У жовтні 2023 року Джарегі висловила підтримку палестинському народу та закликала до припинення вогню у війні Ізраїлю та ХАМАС у 2023 році.
Джарегі боролася з тривогою та депресією. З 2017 по 2019 рік вона була у стосунках зі співаком Тай Доллою Сигн. Вона також була у стосунках з танцюристкою та випускницею шоу Отже, ви думаєте, що вмієте танцювати Сашею Мелорі.

## Дискографія

### Розширені п'єси (EP)
- Прелюдія (2021)
- Поміж (2023)

## Фільмографія
| рік            | Ім'я                                  | роль | Примітки                              |
| -------------- | ------------------------------------- | ---- | ------------------------------------- |
| 2012–2013 роки | X Фактор США                          | себе | 22 серій (2012) Гість: 1 серія (2013) |
| 2014 рік       | Підробка                              | себе | Епізод: «Екстаз і агонія»             |
| 2015 рік       | Барбі: Життя в будинку мрії           | себе | Епізод: «День веселощів сестер»       |
| 2015 рік       | Тейлор Свіфт: Світове турне 1989 року | себе | Фільм концерт                         |
| 2016 рік       | Поїздка                               | себе | Епізод: «П'ята гармонія»              |
| 2018 рік       | Бій синхронізації губ                 | себе | Епізод: «П'ята гармонія»              |
| 2018 рік       | цукор                                 | себе | 1 серія                               |
| 2021 рік       | Маленька аудиторія                    | себе | HBO Max ; Сезон 2, Епізод 2           |

## Тури

### Заголовок
- Вечір з Лорен Джарегі (2021—2023)

### Підтримуючи
- Хелсі — Світове турне Королівства безнадійних джерел (2018)
- Бенкс –Тур Серпентина (2022)